# Scarlet Alliance
Scarlet Alliance är den nationella sexarbetarorganisationen i Australien. Den bildades 1989 och representerar såväl enskilda sexarbetare som lokala och nationella sexarbetarorganisationer. Medlemskap är öppet för före detta och aktiva sexarbetare men utesluter ägare och chefer för företag inom sexindustrin. 
Scarlet Alliance har kontakt med fler sexarbetare än någon annan myndighet eller NGO i Australien.  

## Samarbete med liknande organisationer
Organisationen arbetar tillsammans med andra sexarbetarorganisationer, såsom svenska Rose Alliance,  Friends Frangipani Association i Papua Nya Guinea, Empower i Thailand, IUSW i Storbritannien, DMSC i Indien, WNU i Kambodja, COSWAS i Taiwan, COYOTE i USA, och Ziteng i Hongkong.